# Zach Johnson
Pour les articles homonymes, voir Zach Johnson (homonymie).
Zach Johnson (né le 24 février 1976 à Iowa City, dans l'État de l'Iowa) est un joueur professionnel de golf américain et vainqueur de l'édition de 2007 du Masters.

## Biographie
Le 8 avril 2007, Johnson remporte le Tournoi des Maîtres à Augusta, en Géorgie par une marge de 2 coups sur Tiger Woods, Retief Goosen, et Rory Sabbatini. Ce fut son premier titre majeur. Son pointage de 289 (+1) égalait celui de Sam Snead (1954) et de Jack Burke Jr. (1956) pour le haut pointage victorieux jamais enregistré pour ce tournoi. Sa victoire le propulsa de la position No.56 jusqu'à la position No.15 dans le Official World Golf Ranking. Il fut la première personne étant classée en dehors du top 50 du Official World Golf Ranking à remporter le Tournoi des Maîtres dans l'histoire de ce classement.
Pour la 39e Ryder Cup 2012 qui a eu lieu sur le parcours du Medinah Country Club de Chicago, Zach Johnson associé à Jason Dufner font face à la paire Francesco Molinari / Lee Westwood dans le ‘Foursome’ du vendredi matin, où les américains l’emportent 3&2.
Pour le ‘Foursome’ du samedi matin, la même paire américaine gagne 2&1 contre la paire européenne Nicolas Colsaerts / Sergio García.
Toujours associé à Jason Dufner pour le ‘Fourball’ du samedi après-midi, les deux compères tombent sur un Ian Poulter des grands jours faisant équipe avec Rory McIlroy, et sont battus par un tout petit 1up.
Avant les duels, il apporte donc 2 points au team US.
Dans les simples du dimanche, le capitaine Davis Love III programme Zach dans la septième rencontre face au nord-irlandais Graeme McDowell peu inspiré depuis le début du tournoi, la deuxième victoire américaine 2&1 est au rendez-vous et donnera 1 nouveau point pour les États-Unis.
Son total 2012 sera donc : 4 matches, 3 victoires, 1 défaite.

## Résultats chronologiques
| Tournoi          | 2004 | 2005 | 2006 | 2007 | 2008 | 2009 | 2010 | 2011 | 2012 | 2013 | 2014 | 2015 | 2016 | 2017 | 2018 |
| ---------------- | ---- | ---- | ---- | ---- | ---- | ---- | ---- | ---- | ---- | ---- | ---- | ---- | ---- | ---- | ---- |
| Masters          | DNP  | CUT  | T32  | 1    | T20  | CUT  | 42   | CUT  | T32  | T35  | CUT  | T9   | CUT  | CUT  | T36  |
| US Open          | T48  | CUT  | CUT  | T45  | CUT  | CUT  | T77  | T30  | T41  | CUT  | T40  | T72  | T8   | T27  | T12  |
| Open britannique | CUT  | CUT  | CUT  | T20  | T51  | T47  | T76  | T16  | T9   | T6   | T47  | 1    | T12  | T14  | T17  |
| Championnat PGA  | T37  | T17  | CUT  | CUT  | CUT  | T10  | T3   | T59  | 70   | T8   | T69  | CUT  | T33  | T48  | T19  |

| Tournoi          | 2019 | 2020  | 2021 |
| ---------------- | ---- | ----- | ---- |
| Masters          | T58  | T51   | CUT  |
| Championnat PGA  | T54  | CUT   |      |
| US Open          | T58  | T8    |      |
| Open britannique | CUT  | n/a 1 |      |

- Victoire
- Top 10
- DNP : N'a pas joué
- T : Place partagée

1 Tournoi annulé en raison de la pandémie de Covid-19.

## Compétitions par équipes

### Ryder Cup
| Édition | Score                                               | Résultat individuel                          |
| ------- | --------------------------------------------------- | -------------------------------------------- |
| 2006    | Défaite face à l'Europe sur le score de 18 ½ à 9 ½  | 4 matches : 1 victoire, 1 nul, 2 défaites    |
| 2010    | Défaite face à l'Europe sur le score de 13 ½ à 14 ½ | 4 matches : 3 victoires, 1 défaite           |
| 2012    | Défaite face à l'Europe sur le score de 13 ½ à 14 ½ | 4 matches : 3 victoires, 1 défaite           |
| 2014    | Défaite face à l'Europe sur le score de 16 ½ à 11 ½ | 3 matches : 2 défaites, 1 nul                |
| Total   | Total                                               | 15 matches : 7 victoires, 2 nuls, 6 défaites |